# Venancio González y Fernández
 (décembre 2022).
Si vous disposez d'ouvrages ou d'articles de référence ou si vous connaissez des sites web de qualité traitant du thème abordé ici, merci de compléter l'article en donnant les références utiles à sa vérifiabilité et en les liant à la section « Notes et références ».
Pour les articles homonymes, voir González et Fernández.
Venancio González y Fernández, né le 18 mai 1831 à Lillo, et mort le 5 janvier 1897 à Madrid, est un avocat et homme politique espagnol, ministre de Gobernación (ministre de l’Intérieur) pendant le règne d'Alfonso XII, puis ministre des Finances, poste qu’il occupe à nouveau pendant la régence de Marie-Christine d'Autriche.

## Biographie
Venancio González y Fernández est né le 18 mai 1831 à Lillo, commune espagnole de la province de Tolède. 
Diplômé en droit en 1854 par l'Université centrale de Madrid, il commence sa carrière politique comme député élu de Tolède aux élections de 1863. Après avoir pris une part active dans la Révolution de 1868, il revient au Congrès et obtient à nouveau un siège à Tolède entre 1869 et 1872. Il échoue lors des deux élections suivantes avant d’être réélu entre 1876 et 1886. En 1887, il est nommé président du Conseil d'État. 
Il est ministre de Gobernación (ministre de l’Intérieur) entre le 8 février 1881 et le 9 janvier 1883 sous le gouvernement de Práxedes Mateo Sagasta, portefeuille qu’il occupe à nouveau entre le 27 novembre 1885 et le 10 octobre 1886 puis entre le 11 décembre 1892 et le 14 octobre 1893 dans le cabinet à nouveau présidé par Sagasta. Il est également ministre des Finances entre le 11 décembre 1888 et le 21 janvier 1890, également avec Sagasta comme chef de gouvernement. 
Enfin, en 1891 il est nommé sénateur à vie.
Lors de sa carrière, il a également été président-directeur général des Postes et Télégraphes. 
Il meurt le 5 janvier 1897 à Madrid.

## Famille
Venancio González y Fernández est le père d’Alfonso González Lozano, lui aussi ministre espagnol de Gobernación.

## Hommage
Une rue de Tolède porte son nom : Calle de Venancio González, partie de l’artère principale de la vieille ville qui mène à la Place de Zocodover (es) (place principale du centre historique) dont elle est distante de 80 mètres.